# Mahmoud Guendouz
Mahmoud Guendouz (El Harrach, Argelia francesa, 24 de febrero de 1953) es un exfutbolista y entrenador de fútbol de Argelia que jugaba en la posición de defensa central.

## Carrera

### Club
| Periodo   | Club           |
| --------- | -------------- |
| 1975-1984 | NA Hussein Dey |
| 1984–1985 | FC Martigues   |
| 1985–1987 | JS El Biar     |

### Selección nacional
Jugó para Argelia en 74 ocasiones de 1977 a 1986 y anotó cuatro goles; participó en dos ediciones de la Copa Mundial de Fútbol, los Juegos Olímpicos de Moscú 1980, tres ediciones de la Copa Africana de Naciones y dos ediciones de los Juegos Mediterráneos.

### Entrenador
| Periodo   | Club                    |
| --------- | ----------------------- |
| 1990–1993 | Al Jazira Club          |
| 1993–1997 | Baniyas Club            |
| 1997–1998 | Al-Ahli Manama          |
| 1998–2000 | FC Martigues            |
| 2004      | WA Tlemcen              |
| 2005      | US Biskra               |
| 2006      | NA Hussein Dey          |
| 2006-2007 | Nejmeh SC               |
| 2007      | Argelia sub-23          |
| 2010-2011 | Nejmeh SC               |
| 2012-2013 | NA Hussein Dey          |
| 2013-2014 | Markaz Shabab Al-Am'ari |

## Logros
- Copa de Argelia (1): 1979